# مقاطعة كري
مقاطعة كري هي إحدى مقاطعات أيرلندا الستة والعشرين.

## أعلام
- جون لولور
- إدوارد باريت
- بادي أوكونور
- ماري داونينج
- مايك دوناهو
- جينيفر موسى، سياسية باكستانية.

## روابط إضافية
- Kerry County Council
- County Kerry Atlas